# Baco (cráter)
Baco es un cráter de impacto lunar que se encuentra en las escarpadas sierras del sur del lado visible de la Luna. El muro exterior e interior se ha erosionado y desgastado por un sinnúmero de impactos menores desde la formación original del cráter. Como resultado, todos los aterrazamientos se han suavizado, y el borde está marcado por varios pequeños cráteres. El piso interior es casi plano, sin el pico central característico en el punto medio; en su interior se localizan pequeños cráteres de cierta importancia.

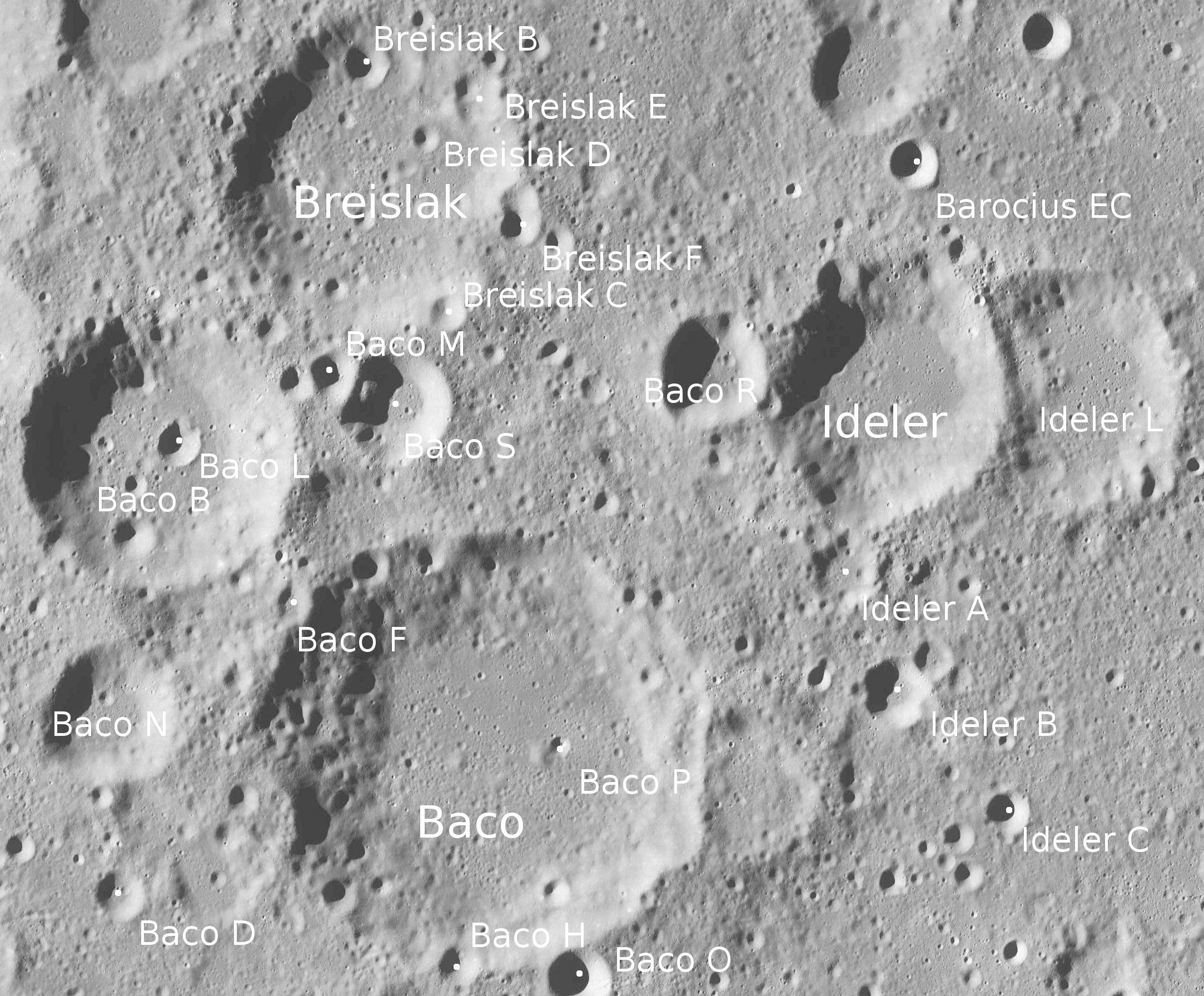
Fotografía de la misión Lunar Reconnaissance Orbiter

Hay varios cráteres menores situadas en el terreno circundante, incluyendo los cráteres satélite Baco A localizado hacia el sur y Baco B al noroeste. Más al norte se encuentra el cráter Breislak, y a la misma distancia hacia el noreste está Ideler. Más hacia el oeste se encuentra Cuvier, mientras que Asclepi se encuentra al sureste.
A pesar de que este cráter fue nombrado en honor del británico Roger Bacon, el nombre fue elegido por el selenógrafo alemán Mädler, que lo transcribió como Baco.

## Cráteres satélite

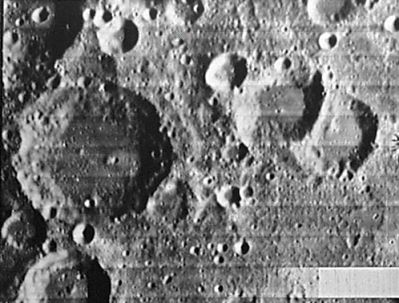
Fotografía de la misión Lunar Orbiter 4

Por convención estos elementos son identificados en los mapas lunares poniendo la letra en el lado del punto medio del cráter que está más cerca de Baco.
|      | \| Baco \| Coordenadas \| Diámetro \| \| ---- \| ----------------------------- \| -------- \| \| A \| 52°48′S 20°12′E / -52.8, 20.2 \| 39 km \| \| B \| 49°30′S 16°36′E / -49.5, 16.6 \| 43 km \| \| C \| 50°48′S 14°48′E / -50.8, 14.8 \| 14 km \| \| D \| 51°36′S 16°24′E / -51.6, 16.4 \| 8 km \| \| E \| 52°54′S 16°12′E / -52.9, 16.2 \| 28 km \| \| F \| 50°24′S 17°42′E / -50.4, 17.7 \| 6 km \| \| G \| 54°24′S 17°12′E / -54.4, 17.2 \| 9 km \| \| H \| 51°54′S 18°54′E / -51.9, 18.9 \| 6 km \| \| J \| 54°42′S 19°18′E / -54.7, 19.3 \| 19 km \| \| K \| 53°54′S 17°36′E / -53.9, 17.6 \| 29 km \| \| L \| 49°30′S 16°42′E / -49.5, 16.7 \| 7 km \| \| M \| 49°12′S 18°00′E / -49.2, 18.0 \| 7 km \| \| N \| 50°48′S 16°18′E / -50.8, 16.3 \| 23 km \| \| O \| 52°06′S 19°54′E / -52.1, 19.9 \| 9 km \| \| P \| 50°48′S 19°36′E / -50.8, 19.6 \| 5 km \| \| Q \| 52°18′S 18°42′E / -52.3, 18.7 \| 20 km \| \| R \| 49°12′S 21°00′E / -49.2, 21.0 \| 18 km \| \| S \| 49°24′S 18°30′E / -49.4, 18.5 \| 18 km \| \| T \| 53°42′S 19°48′E / -53.7, 19.8 \| 5 km \| \| U \| 52°24′S 19°18′E / -52.4, 19.3 \| 6 km \| \| W \| 53°18′S 21°06′E / -53.3, 21.1 \| 9 km \| \| Z \| 53°00′S 15°00′E / -53.0, 15.0 \| 7 km \| |          |
| Baco | Coordenadas | Diámetro |
| A    | 52°48′S 20°12′E / -52.8, 20.2 | 39 km    |
| B    | 49°30′S 16°36′E / -49.5, 16.6 | 43 km    |
| C    | 50°48′S 14°48′E / -50.8, 14.8 | 14 km    |
| D    | 51°36′S 16°24′E / -51.6, 16.4 | 8 km     |
| E    | 52°54′S 16°12′E / -52.9, 16.2 | 28 km    |
| F    | 50°24′S 17°42′E / -50.4, 17.7 | 6 km     |
| G    | 54°24′S 17°12′E / -54.4, 17.2 | 9 km     |
| H    | 51°54′S 18°54′E / -51.9, 18.9 | 6 km     |
| J    | 54°42′S 19°18′E / -54.7, 19.3 | 19 km    |
| K    | 53°54′S 17°36′E / -53.9, 17.6 | 29 km    |
| L    | 49°30′S 16°42′E / -49.5, 16.7 | 7 km     |
| M    | 49°12′S 18°00′E / -49.2, 18.0 | 7 km     |
| N    | 50°48′S 16°18′E / -50.8, 16.3 | 23 km    |
| O    | 52°06′S 19°54′E / -52.1, 19.9 | 9 km     |
| P    | 50°48′S 19°36′E / -50.8, 19.6 | 5 km     |
| Q    | 52°18′S 18°42′E / -52.3, 18.7 | 20 km    |
| R    | 49°12′S 21°00′E / -49.2, 21.0 | 18 km    |
| S    | 49°24′S 18°30′E / -49.4, 18.5 | 18 km    |
| T    | 53°42′S 19°48′E / -53.7, 19.8 | 5 km     |
| U    | 52°24′S 19°18′E / -52.4, 19.3 | 6 km     |
| W    | 53°18′S 21°06′E / -53.3, 21.1 | 9 km     |
| Z    | 53°00′S 15°00′E / -53.0, 15.0 | 7 km     |